# Pulau Keluang
Pulau Keluang är en ö i Indonesien.   Den ligger i provinsen Kalimantan Tengah, i den västra delen av landet, 800 km öster om huvudstaden Jakarta.